# Matt Rhule
Matthew Kenneth Rhule (New York, 31 gennaio 1975) è un allenatore di football americano statunitense che svolge il ruolo di capo-allenatore dei Nebraska Cornhuskers nella divisione I della NCAA.

## Carriera
Dopo esperienze come assistente allenatore nel college football, nel 2013 Rhule fu assunto come capo-allenatore dei Temple Owls. Nel 2017 passò ad allenare i Baylor Bears, venendo premiato nel 2019 come allenatore dell'anno della Big 12 Conference. Il 7 gennaio 2020 fu assunto come quinto capo-allenatore della storia dei Carolina Panthers.
Rhule è stato licenziato dopo cinque partite della stagione NFL 2022 ed è tornato al college football dopo la stagione 2022 come nuovo allenatore capo dei Nebraska Cornhuskers.

## Record come capo-allenatore
| Squadra | Anno   | Stagione regolare | Stagione regolare | Stagione regolare | Stagione regolare | Stagione regolare | Playoff | Playoff | Playoff   |
| Squadra | Anno   | Vinte             | Perse             | Pari              | %                 | Posizione         | Vinte   | Perse   | Risultato |
| ------- | ------ | ----------------- | ----------------- | ----------------- | ----------------- | ----------------- | ------- | ------- | --------- |
| CAR     | 2020   | 5                 | 11                | 0                 | .313              | 3° NFC South      | -       | -       | -         |
| CAR     | 2021   | 5                 | 12                | 0                 | .294              | 4° NFC South      | -       | -       | -         |
| CAR     | 2022   | 1                 | 4                 | 0                 | .200              | Esonerato         | -       | -       | -         |
| Totale  | Totale | 11                | 27                | 0                 | .289              |                   | -       | -       |           |